# Carnet (tarjeta de crédito)
CARNET es una tarjeta de crédito que surgió en México, como una tarjeta interbancaria operada por Promoción y Operación, S.A. de C.V. (PROSA), que permitía a los bancos pequeños y medianos emitir tarjetas de crédito y débito.